# راشد علی
راشد علی السویدی (انگلیسی: Rashed Ali؛ زادهٔ ۲ دسامبر ۱۹۸۹) بازیکن فوتبال اهل امارات متحده عربی است.